# Louis J. Brann
Louis Jefferson Brann, född 6 juli 1876 i Madison i Maine, död 3 februari 1948 i Lewiston i Maine, var en amerikansk demokratisk politiker. Han var Maines guvernör 1933–1937.
Brann utexaminerades 1898 från University of Maine, studerade sedan juridik och inledde 1902 sin karriär som advokat.
Mellan 1919 och 1920 satt Brann i Maines representanthus och 1942 kandiderade han utan framgång till USA:s representanthus. Även hans två senatskampanjer var resultatlösa. Han tjänstgjorde som borgmästare i Lewiston 1915–1917 och 1922–1925.
Brann efterträdde 1933 William Tudor Gardiner som guvernör och efterträddes 1937 av Lewis O. Barrows.